# Пара (трактат)
«Пара́» (др.-евр. פרה‬, parah — «телица», «корова») — трактат Мишны, четвёртый в разделе «Техарот». Содержит законы об очистительной воде (מי נדה‬), которая приготовлялась с использованием пепла рыжей те́лицы (פרה אדומה‬) и использовалась для очищения от ритуальной нечистоты.

## Предмет рассмотрения
Заповедь о рыжей телице подробно изложена в Моисеевом законе (Чис. 19). Согласно закону, люди и предметы, пришедшие в соприкосновение с человеческим трупом или с его частью, или находившиеся в одном с трупом помещении, получают высшую степень ритуальной нечистоты, именуемую «трупной нечистотой» (טומאת מת‬). Процедура очищения от неё состоит в двукратном (на третий и седьмой день) окроплении ритуально нечистых людей и предметов очистительной водой, которая получается смешиванием ключевой воды с заранее приготовленным пеплом от рыжей телицы, сожжённой в ходе определённого сложного ритуала.
В трактате рассматривается практика исполнения этой заповеди в последние годы существования Второго храма. Рассмотрение идёт поэтапно:
- обряд сжигания телицы; пепла от неё получалось много и хватало его надолго; согласно Мишне (3:5), за всю историю Израиля было сожжено девять телиц;
- подготовка сосуда и набор воды;
- освящение воды путём всыпания в неё пепла телицы;
- окропление людей и предметов с помощью пучка иссопа.

Заповедь о рыжей телице и очистительной воде — одна из самых таинственных в Торе, она необъяснима логически и полна противоречивых элементов; Мишна ещё более это усиливает:
- Рыжая телица называется в Торе словом חטאת — «жертва за грех», но приносится не на храмовом жертвеннике, в противоречие с Лев. 17:3, 4.
- Рыжая телица не должна в течение жизни производить никакой работы — вплоть до того, что пасущий её не должен на неё опираться или класть свою одежду (Мишна, 2:3). Точно так же, любая посторонняя работа, произведённая во время приготовления очистительной воды, делает эту воду негодной — даже если эта работа заключается в запирании двери при выносе сосуда с водой из дома или в приготовлении ещё одного сосуда с такой же очистительной водой.
- В ритуале имеется множество других сложных и необъяснимых деталей: при сожжении телицы используется кедровое дерево, красная нить и иссоп, кропление производится исключительно иссопом, очистительная вода должна быть только родниковой (речная не годится, так как кроме родниковой, содержит и дождевую), и т. п.
- По Мишне сначала в сосуд набирается вода, а потом в неё всыпается пепел телицы, хотя по буквальному чтению должно быть наоборот (Чис. 19:17).
- Очистительная вода, несмотря на своё предназначение, сама является источником нечистоты. При пользовании ею надо остерегаться попадания капель на одежду, так как от этого одежда оскверняется и оскверняет владельца (Чис. 19:21).
- Но при этом все связанные с очистительной водой ритуалы требуют исключительного соблюдения правил о чистоте:
  - Ни человек, ни вещь, даже заведомо сохранявшие ритуальную чистоту, не считаются чистыми для очистительной воды, если не очистились специально для работы с нею.
  - Для очистительной воды существует особый вид передачи нечистоты — מדף (миддаф): чтобы оскверниться этим способом, человеку достаточно быстро пройти мимо нечистой вещи и тем привести её в малейшее движение; причём нечистым в этом отношении считается любой предмет, предназначенный служить опорой (сиденье, ложе и т. п.).
  - Даже каменный (то есть не воспринимающий нечистоту) сосуд с пеплом рыжей телицы становится нечистым, если под ним находится источник нечистоты (согласно Чис. 19:9).
  - Для очистительной воды, в отличие от других случаев, не различаются степени нечистоты: нечистота передаётся людям и предметам по цепочке любой длины.

## Содержание
Трактат «Пара» состоит из 12 глав и 96 параграфов.
- Первая глава начинает изложение с вопроса о возрасте рыжей телицы (не моложе трёх лет, рекомендуется три — четыре года), затем, по характерной для Талмуда ассоциации идей, рассматривается вопрос о возрасте других жертвенных животных.
- Вторая — четвёртая главы посвящены ритуалу сожжения телицы.
- Пятая глава рассматривает требования к сосуду для очистительной воды.
- Шестая глава описывает процедуру освящения воды, то есть как набирается вода и как всыпается в неё пепел.
- Седьмая — девятая главы разбирают случаи негодности приготовленной очистительной воды: она негодна, например, если взята из реки, если готовивший её человек сделал постороннюю работу или осквернился ритуальной нечистотой.
- Десятая — двенадцатая главы разбирают вопросы о нечистоте очистительной воды и о порядке кропления.

## Интересные факты
- В Мишне, 3:1-3 описана процедура подготовки священника к ритуалу сожжения телицы. Этого священника следовало окропить очистительной водой с пеплом всех предыдущих телиц, и чтобы это сделать, согласно Мишне, производили следующее. В Иерусалиме были дворы, построенные на скалах, имевших пустоту внутри, чтобы полностью обезопаситься от нечистоты могилы, которая, возможно, может оказаться под землёй (согласно трактату Мишны «Охолот», если могила находится под сплошным слоем земли, её нечистота распространяется вверх до неба). За семь-восемь лет до предполагаемого сожжения телицы туда приводили беременных женщин, и рождённые ими дети пребывали там безвылазно для того, чтобы сохранить полную чистоту и затем принять участие в подготовке к ритуалу. Их участие состояло в следующем: верхом на волах, у которых на спине были доски (это тоже мера для предохранения от трупной нечистоты) дети отправлялись к источнику Шилоах[англ.]*, набирали воду в каменные (не воспринимающие нечистоту) сосуды и также на волах приезжали во двор Иерусалимского храма. В храмовом дворе стояли кувшины с пеплом от предыдущих телиц, но касаться этих кувшинов было нельзя. Чтобы высыпать пепел, приводили барана, к рогам привязывали верёвку с веничком и бросали веничек в кувшин; затем барана толкали, веничек выскакивал из кувшина, и часть пепла рассыпалась по полу — детям следовало собрать этот пепел, высыпать его в воду источника и окропить этой водой священника.
- Далее, в Мишне, 3:6-8 и Тосефте, 3:7-8 описываются действия, непосредственно предшествующие ритуалу сожжения. Сожжение телицы происходило к востоку от Иерусалима, на Масличной горе; для восхождения туда священника от Храмовой горы, во избежание той же трупной нечистоты возводили сложно устроенный арочный помост. После этого, несмотря на все принимаемые меры предосторожности, кто-нибудь из видных фарисеев нарочно осквернял священника лёгкой степенью нечистоты — в пику саддукеям, утверждавшим, что для достижения полной чистоты надо ждать захода солнца. Однажды это сделал известный раббан Иоханан бен Заккай (Мишна, 3:7, Тосефта, 3:8). Смысл этого акта заключался в следующем. По библейскому закону ритуальная нечистота, не связанная с мёртвым телом, даже после принятого омовения, заканчивается лишь с закатом солнца (Лев. 11:24 и далее, 15:5 и во многих других местах). Даже в военное время воин, у которого произошла поллюция, должен был удалиться из стана, «а при наступлении вечера должен омыть себя водой и по захождении солнца может войти в стан» (Втор. 23:12). Что это предписание соблюдалось в глубокой древности во всей его строгости, видно из предположения царя Саула о причине, почему Давид не пришёл к царскому столу (1Цар. 20:26). Однако, это предписание о весьма частом изъятии человека на целый день от общения с людьми, возможное ещё в несложном кочевом или даже земледельческом быту, совершенно не исполнимо в более или менее сложной культуре городской жизни. Связанные с этим предписанием неудобства побудили законоучителей толковать закон так, что требование заката солнца касается только лиц, имеющих в виду соприкоснуться с чем-либо сакральным (вступить в храм, кушать вознесение, или жертвенное мясо); для будничных же целей ритуально нечистый человек становится чистым сразу после омовения (такой статус называется «тевул-йом», טבול יום‬ — «окунувшийся днем». Саддукеи, однако, которые во всем придерживались буквы Писания, отвергали, конечно, и это толкование и признавали «тевул-йомов» ритуально нечистыми[1]. Фарисеи же, желая дать торжество своим воззрениям в глазах народа, демонстративно сообщали ритуальную нечистоту первосвященнику, сжигавшему телицу, превращая этим его самого в тевул-йома. Этим внушали народу, что тевул-йом не должен считаться ритуально нечистым, так как он допускается даже для такого акта, как приготовление очистительного пепла, требующего от участвующих в нём самой безукоризненной ритуальной чистоты. Во время господства фарисеев пошли ещё дальше и объявили негодным пепел телицы, приготовленный полностью ритуально чистым саддукейским первосвященником, ритуал пришлось проводить заново (Тосефта, 3:6)[1].
- Тосефта 4:6 советует обучающимся постоянно повторять материал и приводит пример, когда Иоханан бен Заккай (по другой версии Гиллель) специально дал ученикам неправильный ответ на их вопрос для проверки их знаний.